# Dax Harwood
David Michael Harwood (Whiteville, Carolina del Norte, 30 de junio de 1984) es un luchador profesional estadounidense que actualmente trabaja para All Elite Wrestling (AEW), donde compite bajo el nombre de Dax Harwood. 
Entre sus logros como luchador se destacan dos reinados como Campeón Mundial en Parejas de AEW, uno como actual Campeón Mundial en Parejas de AAA, uno como actual Campeón Mundial en Parejas de Ring oh Honor, uno como actual Campeón en Parejas de la IWGP, dos como Campeón en Parejas de NXT, dos como Campeón en Parejas de Raw, Campeón en Parejas de SmackDown, el ganar estos últimos tres títulos lo convirtió en el primer Campeón Triple Corona en Parejas de WWE. También tiene un reinado como Campeón 24/7 de la WWE junto a Cash Wheeler ambos considerados como los primeros co-campeones.

## Carrera

### WWE

#### NXT (2012-2017)
Harwood firmó con la WWE en 2012 y fue asignado a la WWE Performance Center, bajo el nombre artístico Scott Dawson. Hizo su debut televisivo el 21 de febrero de 2013 en NXT, haciendo equipo con Judas Devlin en un Handicap Match perdiendo ante Adrian Neville.
En mayo de 2013, Dawson formó equipo con Garrett Dylan y con Sylvester Lefort como mánager. El 28 de junio en NXT, Dawson y Dylan perdieron una lucha para definir a los contendientes al Campeonato en Parejas de NXT, ante Corey Graves y Kassius Ohno. El equipo se disolvió poco después cuando Dylan fue liberado de la empresa. Tras la liberación de Dylan, Dawson trabajó inicialmente como luchador individual con poco éxito y luego formó un equipo con Alexander Rusev, con Lefort como mánager nuevamente. Rusev y Dawson participaron sin éxito en una Battle Royal para definir a los contendientes al Campeonato en Parejas de NXT el 12 de septiembre en NXT. Su alianza terminó cuando Rusev traicionó a Lefort y dejando a Lana como su mánager, y poco después Dawson sufrió un desgarro del ligamento cruzado anterior, que lo dejó fuera de acción durante varios meses.
Tras su regreso tras su lesión, Dawson formó equipo con Dash Wilder, ambos se desempeñaron ampliamente en eventos en vivo bajo el nombre de The Mechanics. El dúo hizo su debut el 17 de julio de 2014 en NXT, perdiendo ante Bull Dempsey y Mojo Rawley. El dúo hizo solo una aparición televisiva en 2014, perdiendo ante Enzo Amore y Colin Cassady el 23 de octubre en NXT, pero continuó luchando ampliamente en eventos en vivo. El 10 de junio de 2015 en NXT, Dawson se enfrentó a Samoa Joe perdiendo en el evento estelar.

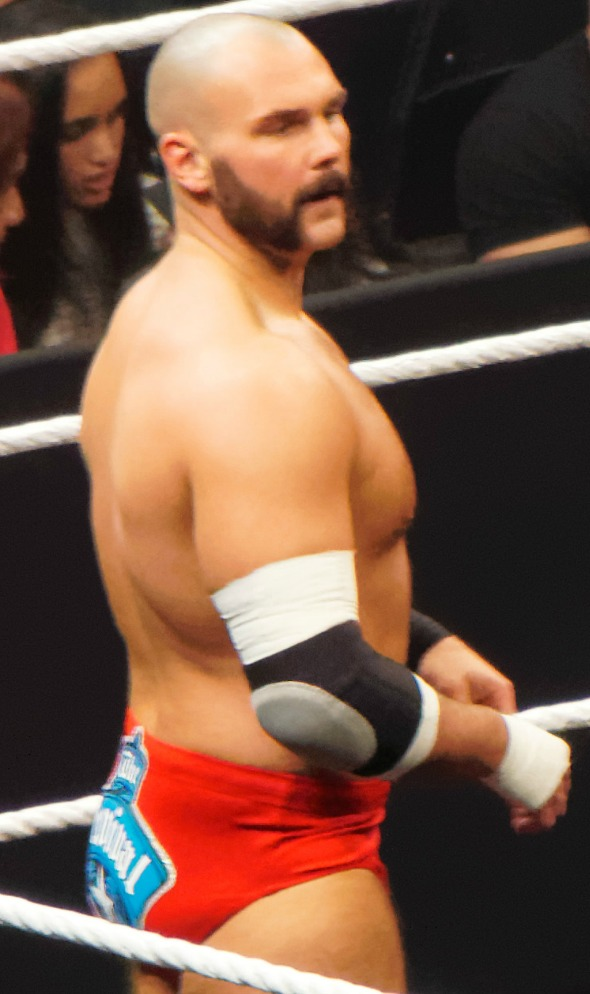
Dawson en su etapa por NXT en 2016.

El equipo de Dawson y Wilder resurgió y recogió su primera victoria televisiva el 29 de julio de 2015 en NXT, derrotando a Amore y Cassady. El dúo fue involucrado en una lucha por parejas de 8 hombres grabada antes de NXT TakeOver: Brooklyn. En NXT TakeOver: Respect, Dawson y Wilder fueron derrotados en las semifinales de la Dusty Rhodes Tag Team Classic ante los eventuales ganadores Finn Balor y Samoa Joe. El 22 de octubre en NXT, junto a Wilder ganaron el Campeonato en Parejas de NXT al derrotar a los The Vaudevillains.

#### Promoción de la lista principal (2017–2018)
En el episodio de Raw después de WrestleMania 33 del 3 de abril de Raw , The Revival respondió a un desafío abierto emitido por The New Day. The Revival derrotó a The New Day y luego atacó a Kofi Kingston, que no participaba en el combate. El equipo estaba en pausa debido a la lesión de Wilder. Wilder regresó siete semanas más tarde en el episodio de Raw el 22 de mayo de 2017, caminando detrás del escenario durante el ataque furtivo contra Enzo Amore , Big Cass luego acusaría a Wilder y Dawson como los atacantes, pero lo negaron. Dos semanas después, en el Raw después de Extreme Rules, The Revival también negó su participación durante el ataque furtivo contra Cass, sacando a otro sospechoso en Big Show .
El episodio del 19 de junio de 2017 de Raw reveló que The Revival no tenía nada que ver con el ataque y que Cass nunca fue atacado. Corey Graves finalmente llegó a la conclusión de que Cass era el culpable del ataque furtivo de Enzo después de que The Revival declarara su coartada de ser inocente. Wilder regresó a la competencia en el ring el 26 de junio en la grabación del Evento Principal transmitido el 30 de junio, haciendo equipo con Dawson para derrotar a Karl Anderson y Luke Gallows por pinfall, Dawson tendría su primera derrota pinfall ante Kalisto la semana siguiente.
El 7 de agosto de 2017, WWE anunció que durante el fin de semana del 5 al 6 de agosto en un evento en vivo en Canadá, Dawson sufrió una lesión en su bíceps derecho en un combate contra Cesaro y Sheamus. Estuvo fuera de acción durante 5 a 6 meses. Dawson regresó en el episodio del 18 de diciembre de Raw with Wilder para derrotar a Heath Slater y Rhyno. The Revival participó en el torneo Raw Tag Team Eliminator para coronar nuevos campeones, pero perdió en las semifinales ante Matt Hardy y Bray Wyatt. En SummerSlam 2018 Pre-show, The Revival perdió contra Bo Dallas y Curtis Axel en un intento por convertirse en los nuevos campeones del Raw Tag Team. En Survivor Series, formaron parte de Team Raw, pero perdieron ante Team SmackDown en el combate de eliminación de 10 a 10 Survivor Series.

#### Raw Tag Team Champions (2018-2020)
Después de esto, comenzaron una pelea contra Lucha House Party y sufrieron varias pérdidas en partidos de handicap. En el episodio del 17 de diciembre de 2018 de Raw, derrotaron a Lucha House Party, The B-Team y AOP en un Fatal 4-Way Match recibiendo una oportunidad por el título de Raw Tag Team Titles. Durante los siguientes dos episodios de Raw desafiaron a Bobby Roode y Chad Gable por los títulos, pero Dawson y Wilder no tuvieron éxito para ganar los partidos de manera controvertida.
Dave Meltzer de The Wrestling Observer informó que el dúo solicitó su liberación de sus contratos de la WWE después de su combate contra Lucha House Party (Kalisto, Gran Metalik & Lince Dorado) en Raw del 14 de enero. En el Raw del 11 de febrero, junto a Dash Wilder derrotaron a Bobby Roode & Chad Gable para ganar los Campeonatos en Parejas de Raw. Posteriormente tuvieron un feudo contra Aleister Black & Ricochet contra Bobby Roode & Chad Gable por los títulos en parejas. En Fastlane, junto a Das Wilder derrotaron a Aleister Black & Ricochet y a Bobby Roode & Chad Gable en una Triple Threat Match y retuvieron los Campeonatos en Parejas de Raw, continuaron con el feudo entre Black & Ricochet, en Raw previo a Wrestlemania 35, junto a Dash Wilder derrotaron por cuenta de 10 afuera a Aleister Black & Ricochet reteniendo los Campeonatos en Parejas de Raw, después del combate, en Backstage fueron retados por Curt Hawkins & Zack Ryder. Perdieron sus títulos en WrestleMania 35 ante el equipo de Curt Hawkins & Zack Ryder. El 12 de agosto de durante un partido de equipo de etiqueta programado en el episodio Raw post-SummerSlam en el que The Revival se enfrentaba a Lucha House Party (Lince Doradoy Gran Metalik, con Kalisto), R-Truth salió corriendo del backstage, siendo perseguida por varios luchadores. El partido fue cancelado y The Revival realizó un "Hart Attack" en Truth y simultáneamente lo fijó para convertirse en los primeros co-campeones del Campeonato 24/7. Momentos después, R-Truth cubrió a Dawson, con la ayuda de Carmella, y recuperó el título. Posteriormente comenzaron un feudo contra los Campeones en Parejas de SmackDown The New Day (Big E & Xavier Woods), enfrentándose en Clash Of Champions. En Clash Champions, junto a Dash Wilder derrotaron a The New Day (Big E & Xavier Woods) y ganaron los Campeonatos en Parejas de SmackDown Live!, siendo el primer equipo provenientes de Raw en ganar los Campeonatos en Parejas de SmackDown y ser el primer equipo en ganar todos los títulos por parejas en la WWE (Raw, SmackDown Live y NXT).
El 10 de abril de 2020, tanto Dawson como su compañero de equipo Dash Wilder fueron liberados de sus contratos de la WWE.

### All Elite Wrestling (2020-presente)
Tras semanas de promoción durante el webshow de The Young Bucks, durante la emisión del 27 de mayo de AEW Dynamite, Harwood debuta en All Elite Wrestling, junto a su compañero Wheeler, ambos bajo el nombre de FTR, show en el cual tiene un careo con los Bucks.
El 28 de julio de 2021 derrota junto con su compañero Cash Wilder al dúo formado por Santana y Ortiz como parte del programa Dynamite Fight For The Fallen.

## Vida personal
Harwood jugó fútbol americano universitario en la Universidad de Carolina del Este antes de transferirse a la Universidad de Carolina del Norte en Wilmington y obtener un título en comunicación empresarial. La casa de su familia en Whiteville fue severamente dañada por el huracán Florence.
Está casado con Maria Nickopoulos desde 2012. Juntos tienen una hija nacida en 2014, Finley Gray.

## Campeonatos y logros
- All Elite Wrestling
  - AEW World Tag Team Championship (2 veces – récord) - con Cash Wheeler

- Lucha Libre AAA Worldwide
  - Campeonato Mundial en Parejas de AAA (1 vez) – con Cash Wheeler

- New Japan Pro-Wrestling
  - IWGP Tag Team Championship (1 vez) – con Cash Wheeler

- Ring of Honor/ROH
  - ROH World Tag Team Championship (1 vez) - con Cash Wheeler

- World Wrestling Entertainment/WWE
  - NXT Tag Team Championship (2 veces) - con Dash Wilder
  - Raw Tag Team Championship (2 veces) - con Dash Wilder.
  - SmackDown Tag Team Championship (1 vez) - con Dash Wilder.
  - WWE 24/7 Championship (1 vez) - con Dash Wilder.
  - Tag Team Triple Crown Championship (Primeros) - con Dash Wilder.
  - NXT Year–End Award (2 veces)
    - Partido del año (2016) con Dash Wilder contra #DIY (Johnny Gargano y Tommaso Ciampa) en un partido de dos de tres caídas para el Campeonato de Tag Team NXT en NXT TakeOver: Toronto
    - Equipo del año (2016) con Dash Wilder

- Pro Wrestling Illustrated
  - Situado en el Nº135 en los PWI 500 de 2016[3]
  - Situado en el Nº134 en los PWI 500 de 2017[4]
  - Situado en el N°175 en los PWI 500 de 2019
  - Situado en el N°103 en los PWI 500 de 2019
  - Situado en el N°165 en los PWI 500 de 2020
  - Situado en el N°254 en los PWI 500 de 2021

- Wrestling Observer Newsletter
  - Lucha 5¼ estrellas (2020) con Cash Wheeler vs. The Young Bucks (Matt Jackson & Nick Jackson) en Full Gear el 7 de noviembre
  - Lucha 5 estrellas (2022) con Cash Wheeler vs. The Briscoes (Jay & Mark) en Supercard of Honor XV el 1 de abril
  - Lucha 5 estrellas (2022) con Cash Wheeler vs. The Briscoes (Jay & Mark) en Death Before Dishonor el 23 de julio
  - Lucha 5 estrellas (2022) con Cash Wheeler vs. Aussie Open (Kyle Fletcher & Mark Davis) en Royal Quest II - Day 1 el 1 de octubre
  - Lucha 5.5 estrellas (2022) con Cash Wheeler vs. The Briscoes (Jay & Mark) en Final Battle el 10 de diciembre
  - Lucha 5¼ estrellas (2023) con Cash Wheeler vs. Bullet Club Gold (Jay White & Juice Robinson) en Collision el 15 de julio